# Panorpa macrostyla
Panorpa macrostyla är en näbbsländeart som beskrevs av Hua 1998. Panorpa macrostyla ingår i släktet Panorpa och familjen skorpionsländor. Inga underarter finns listade i Catalogue of Life.